# Listă de convenții internaționale privind protejarea mediului
- Convenția cu privire la diversitatea biologică (Rio de Janeiro, 1992)
- Convenția privind conservarea vieții sălbatice și a habitatelor din Europa (Berna, 1979)
- Convenția privind comerțul internațional cu specii sălbatice de floră și faună pe cale de dispariție – CITES (Washington, 1973)
- Convenția cu privire la peisajul European (Florența, 2000) Convenția europeană a peisajului, adoptată la Florenta la 20 octombrie 2000 a fost ratificată de România prin Legea nr. 451 din 8 iulie 2002.[1]
- Convenția privind combaterea deșertificării (Paris, 1994)
- Convenția cu privire la evaluarea impactului asupra mediului înconjurător în context transfrontalier (Espoo, 1991)